# 長命寺 (練馬区)
長命寺（ちょうめいじ）は、東京都練馬区高野台にある真言宗豊山派の寺院である。山号は東高野山。江戸時代から「東の高野山」として関東地方でも有数の霊場として広く人々から信仰を得ていた。寺院のある高野台の地名や、最寄り駅である練馬高野台駅の名の由来にもなっている。

## 歴史
当寺院は、慶長18年(1613年) に後北条氏の一族である慶算阿闍梨によって弘法大師像を祀る庵を作ったのが始まりといわれている。甥にあたる増島重俊によって観音堂・金堂などが整えられた。その後寛永17年(1640年) 奈良・長谷寺の小池坊秀算により十一面観音像が作られ、「長命寺」の称号を得る。その後1648年に徳川三代将軍・徳川家光により朱印地を賜り、朱印寺として著名になった。当初は山号は秀算により谷原山と称したが、当寺院が高野山奥の院を模して多くの石仏・石塔が作られており、東高野山とも称されるようになり「東の高野山」として人々から信仰を得るようになった。金堂は幾度もの火災により焼失し、現在の金堂は明治37年(1904年) に再建されたものを昭和46年(1971年) に修復したもの。また観音堂も幾度か焼失の目に遭い、現在のは1979年に再建されたものである。
- 寛永17年9月18日（1640年11月1日） - 長谷寺の小池坊秀算により「谷原山妙楽院長命寺」と命名される[7]
- 万治元年（1658年） - 失火全焼[8]
- 寛文7年（1667年） - 観音堂再建（旧区史には寛文元年とある・その後元禄年間までに復旧[8]）
- 寛政11年5月4日（1799年6月7日） - 境内ユツリハの木の瘤が人面に似ているとして多くの見物人を集めたという記事が残る[9]
- 1897年（明治30年）1月 - 本堂、庫裡、長屋門を焼失[8]
- 1904年（明治37年）7月 - 本堂再建
- 1977年（昭和52年）6月10日 - 観音堂全焼[10]

## 史跡・施設
- 金堂…不動明王像などが安置されている。
- 観音堂…本尊である十一面観音像が安置されている。現在の本尊の十一面観音像は当初ものではなく、後年の新たにつくられたもの。
- 御影堂…奥の院にある。開基である増島重明によって祀られた弘法大師像が安置されている。普段は秘仏であるが、毎年4月21日に開帳される。開帳と同時期に境内では植木市と稚児行列が行われる。
- 石仏・石塔…寺院の西部一帯に広がる高野山を模した奥の院にある石仏や石塔。1652年（慶安5年）に徳川家光の一周忌を追悼してさまざまな石仏・石塔を安置したもの。現在でも多くの石仏・石塔が見られ、その数は練馬区最多にのぼる。1956年に東京都の指定文化財（史跡）となる[2]。
- 地蔵堂
- 鐘楼…1650年（慶安3年）のもの。練馬区指定有形文化財[2]。
- 南大門…当寺院の山門で四天王像が安置されている。
- 仁王門…17世紀後半。練馬区指定有形文化財[2]。
- 姿見の井戸

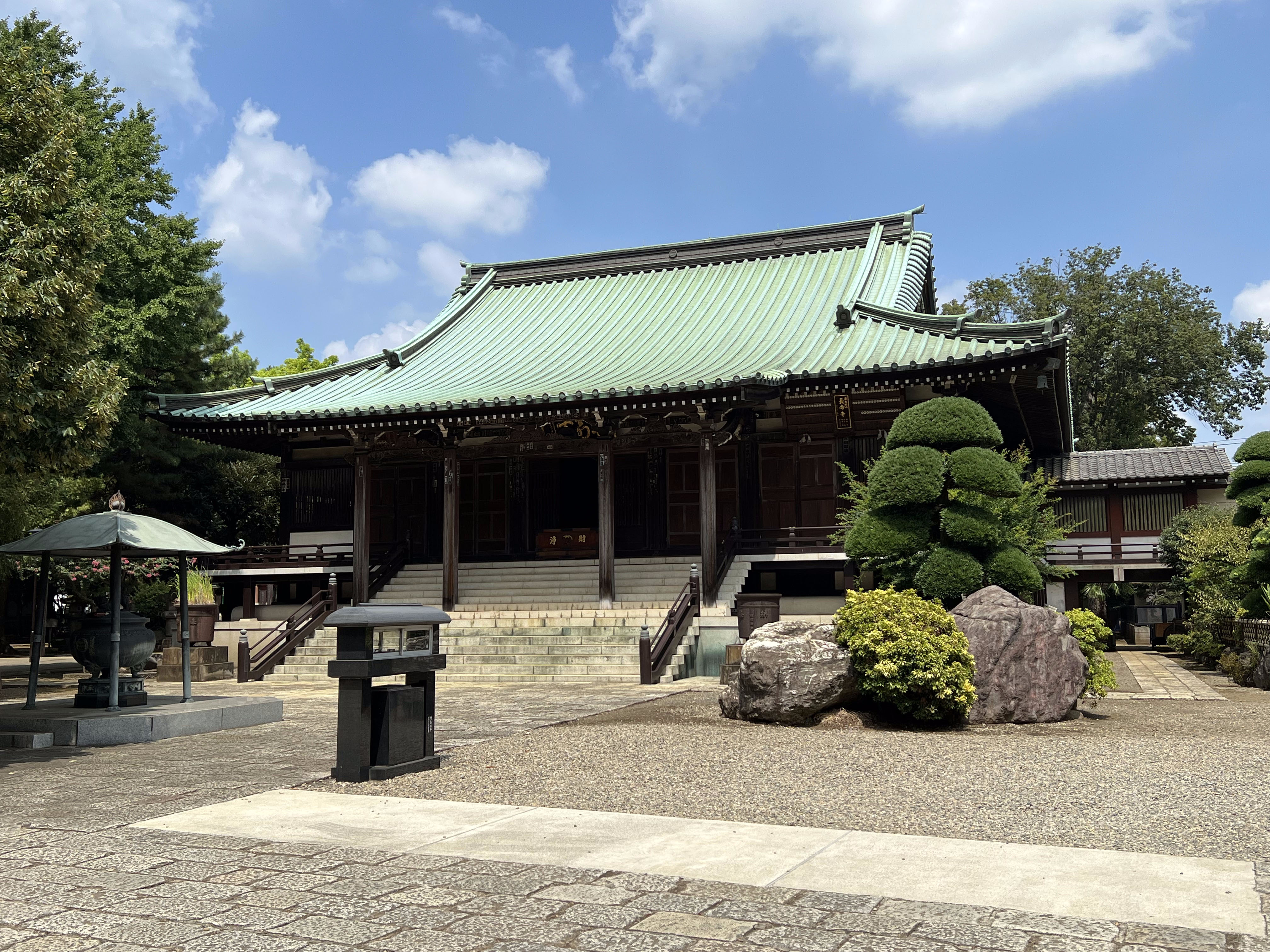
金堂
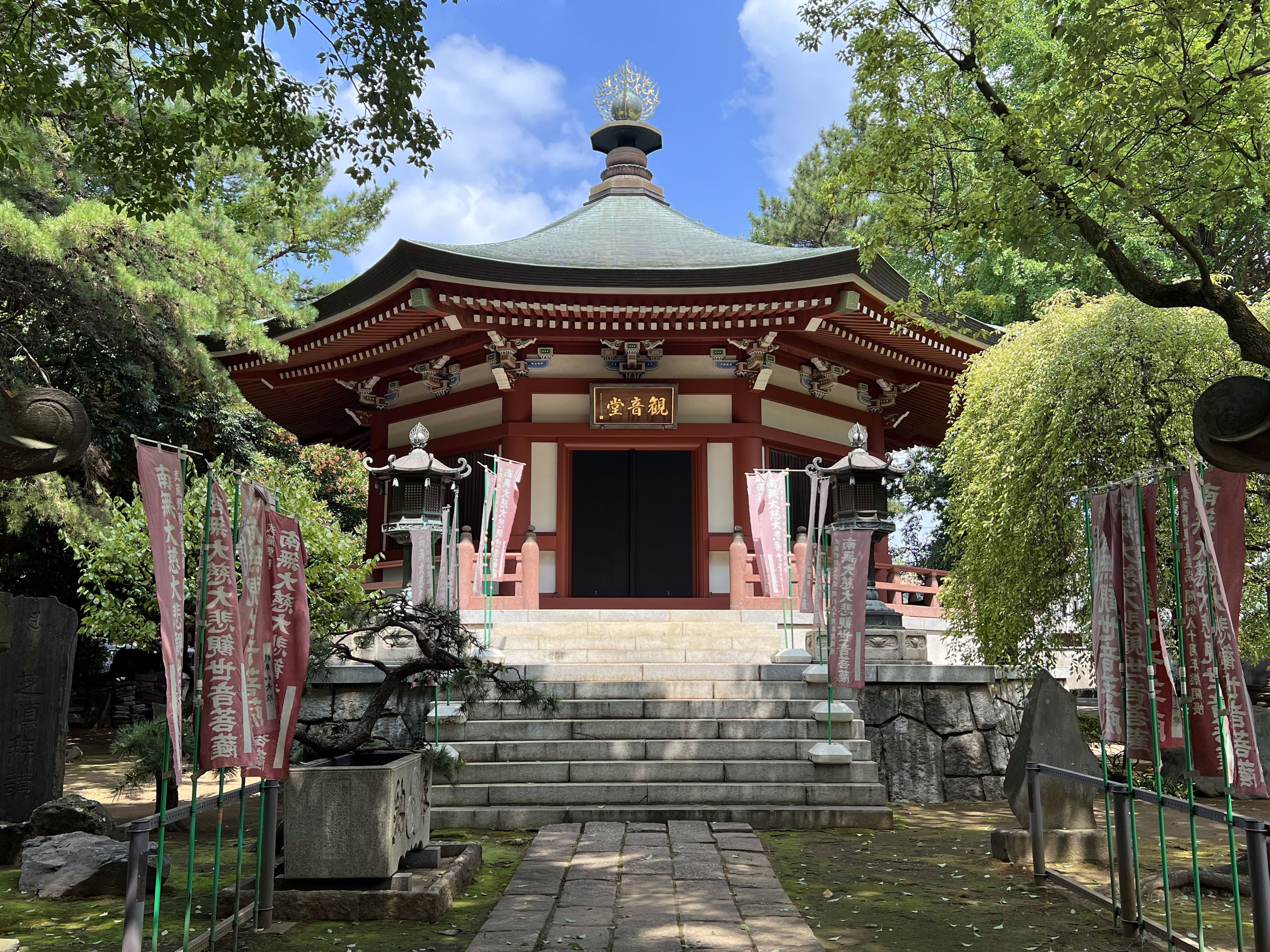
観音堂
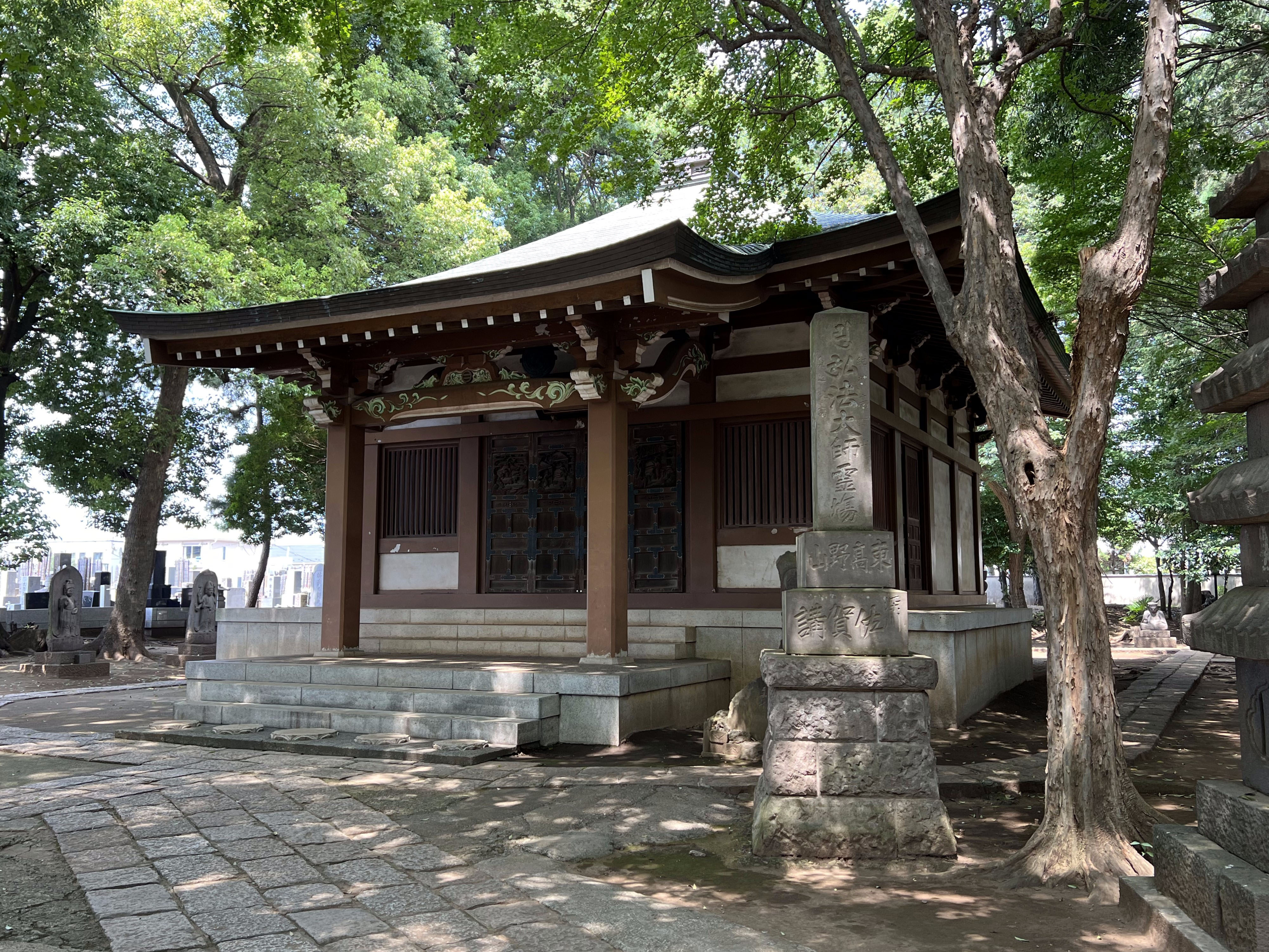
御影堂
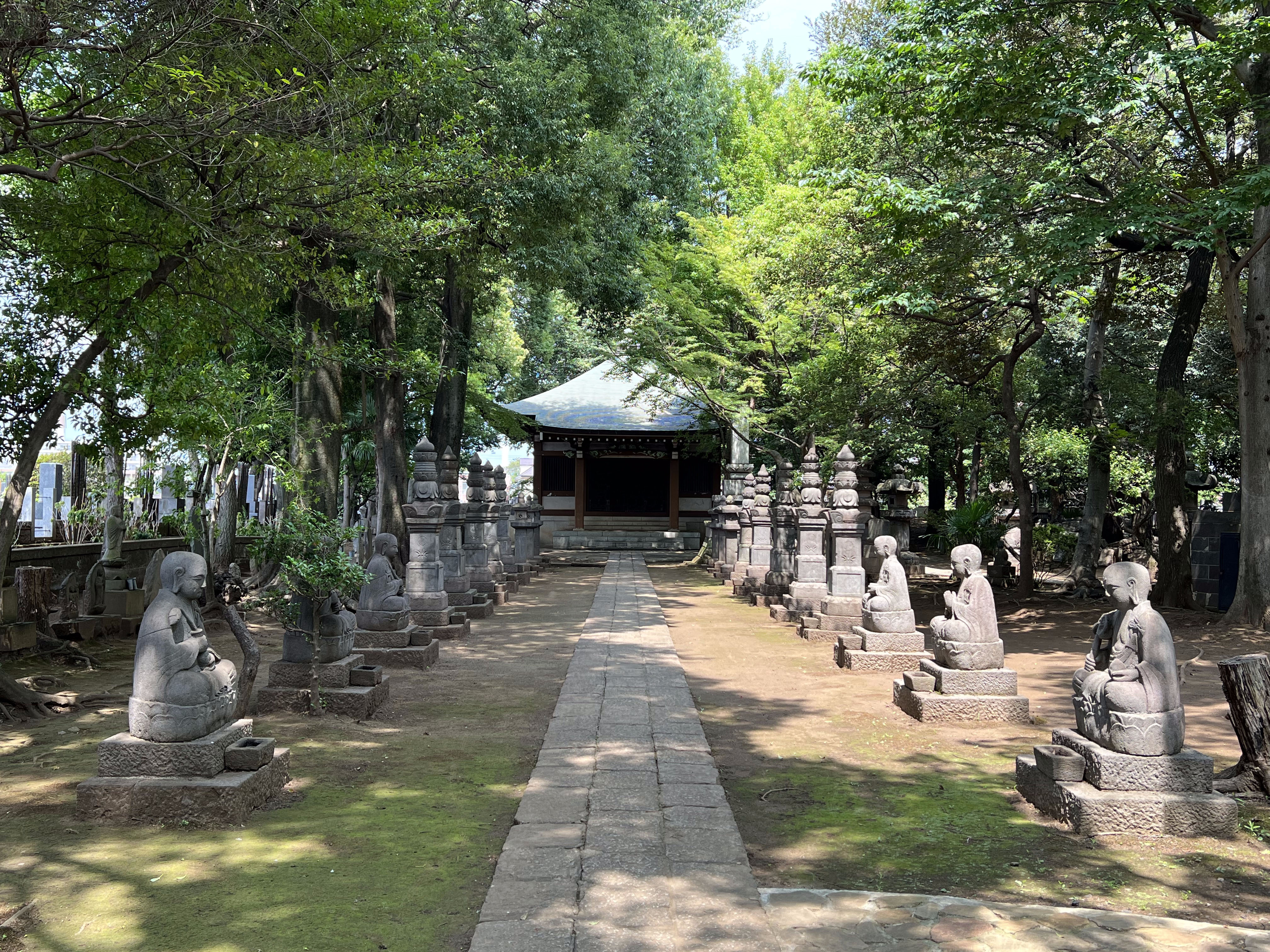
石仏と石塔
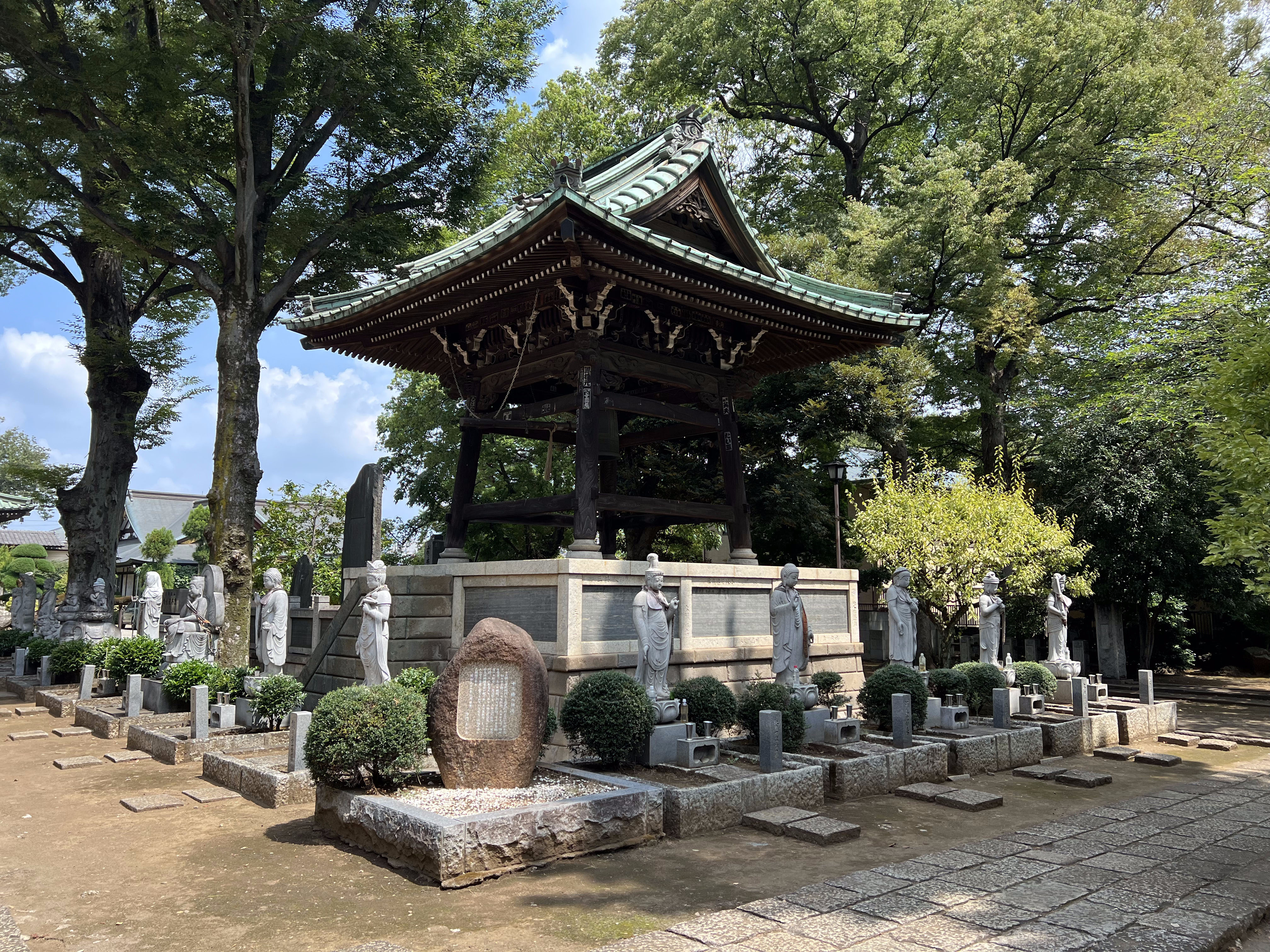
鐘楼
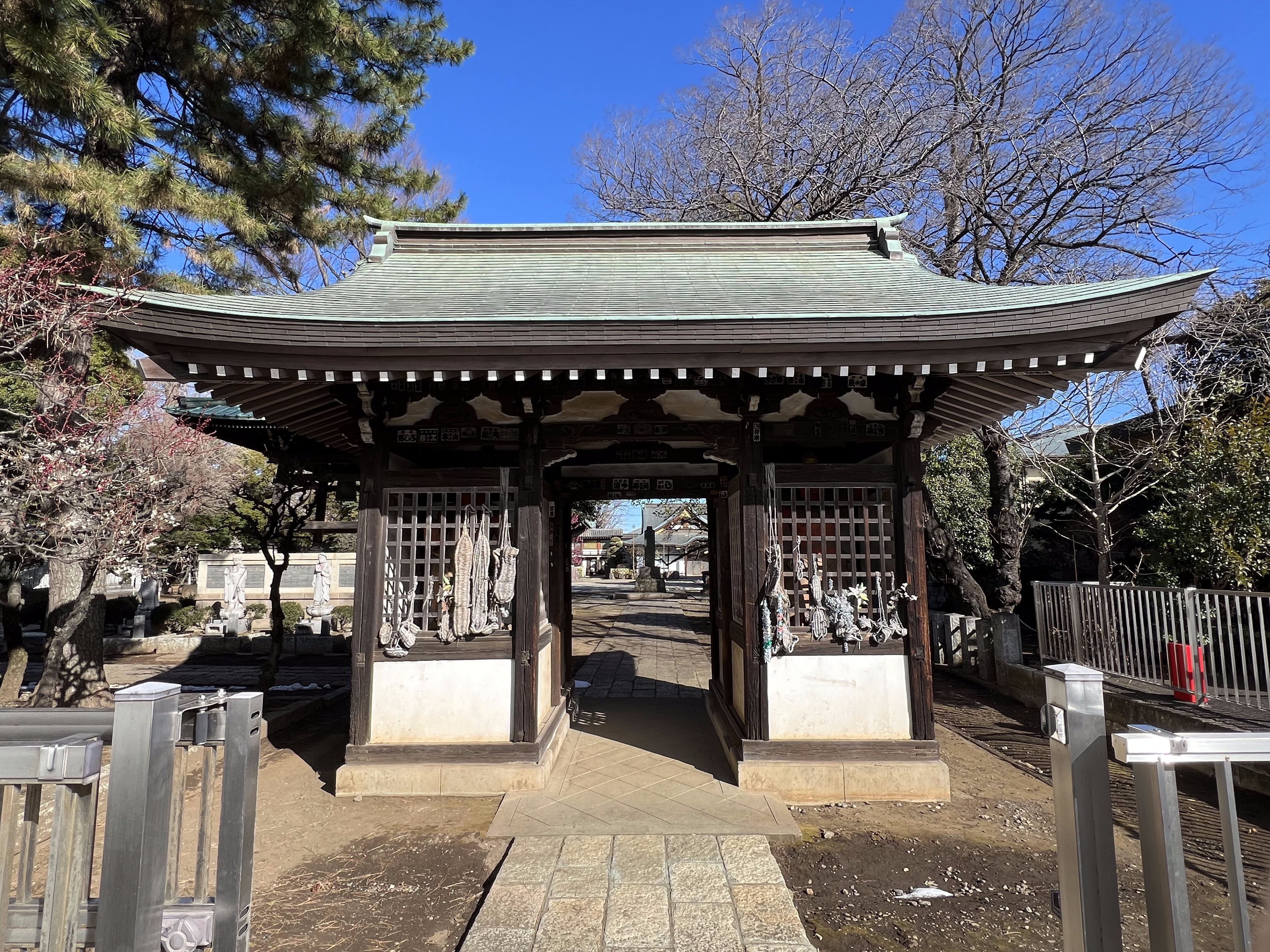
仁王門
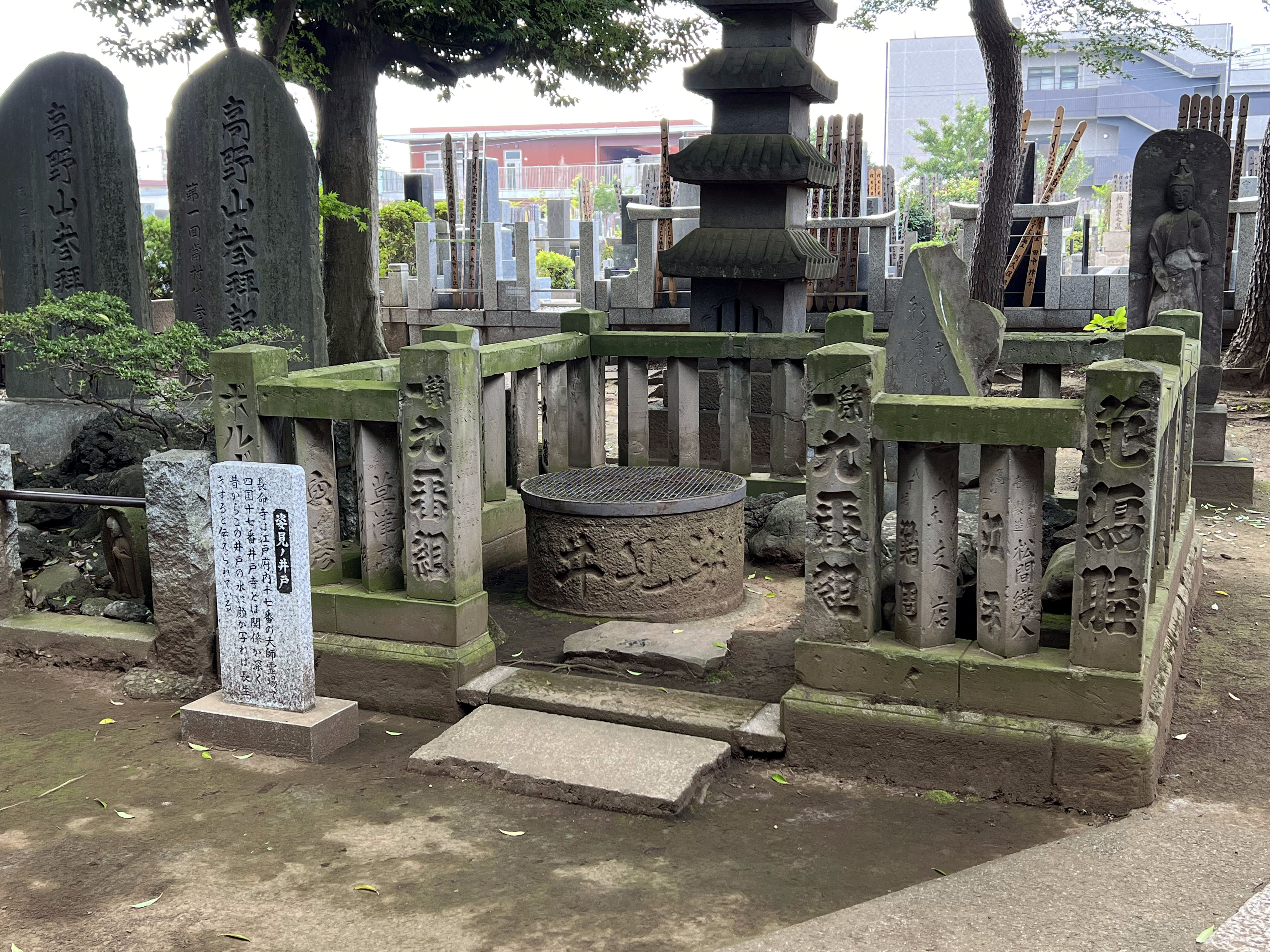
姿見の井戸

## 歴代住職
| 世 | 房号   | 法諱 | 没年             | 備考         |
| -- | ------ | ---- | ---------------- | ------------ |
| 1  |        | 慶算 | 元和2年3月12日   | 開山阿闍梨   |
| 2  |        | 円厳 | 寛永7年3月21日   |              |
| 3  |        | 行秀 | 寛永19年2月1日   |              |
| 4  |        | 乗祐 | 正保元年10月3日  |              |
| 5  | 存良房 | 定昌 | 延宝5年11月14日  |              |
| 6  | 曼山房 | 賢教 | 寛文3年3月19日   |              |
| 7  | 法俊房 | 慈密 | 享保3年5月18日   |              |
| 8  | 禅覚房 | 盛鑁 | 延宝5年12月2日   |              |
| 9  | 寂伝房 | 快慈 | 元和2年3月12日   |              |
| 10 | 良忍房 | 尊誉 | 元禄2年7月24日   |              |
| 11 | 陽春房 | 宥保 | 元禄16年6月26日  |              |
| 12 | 良卓房 | 宥軌 | 正徳4年10月1日   |              |
| 13 | 滑歓房 | 鏡覚 | 宝暦3年7月17日   |              |
| 14 | 大山房 | 源乗 | 安永7年6月24日   |              |
| 15 | 潮音房 | 慈観 | 天明7年8月13日   |              |
| 16 | 白英房 | 鏡円 | 寛政9年12月9日   |              |
| 17 | 快輪房 | 隆成 | 文化12年6月15日  |              |
| 18 |        | 宥辨 |                  |              |
| 19 | 不詳   | 不詳 | 不詳             | 不詳         |
| 20 | 伯算房 | 頼恵 | 嘉永2年9月14日   |              |
| 21 | 知良房 | 泰英 | 明治6年2月9日    |              |
| 22 |        | 良尊 | 明治12年3月15日  |              |
| 23 |        | 亮意 | 明治44年10月25日 |              |
| 24 |        | 亮通 | 昭和22年3月16日  |              |
| 25 |        | 亮善 | 昭和36年11月19日 |              |
| 26 |        | 亮海 | 平成10年10月19日 | 元区議会議長 |
| 27 |        | 亮弘 | 平成23年12月3日  |              |
| 28 |        | 亮雅 |                  |              |

## アクセス
- 〒177-0033東京都練馬区高野台3丁目10番3号
- 西武池袋線・練馬高野台駅より徒歩3分。
- 拝観は日中の時間帯のみ無料。